# واگنر (کامیونیتی)، ویسکانسین
واگنر (به انگلیسی: Wagner) یک منطقهٔ مسکونی در ایالات متحده آمریکا است که در شهرستان مرینت، ویسکانسین واقع شده‌است. واگنر ۲۱۳٫۹۷ متر بالاتر از سطح دریا واقع شده‌است.